# Брард, Стенли
Стенли Брард (нидерл. Stanley Brard; род. 24 октября 1958, Гаага) — нидерландский футболист, защитник.

## Карьера

### Клубная карьера
В футболе дебютировал в молодёжном составе клуба «Фейеноорд», а в 1976 году начал играть в основной команде. В 1980 году с командой завоевал кубок Нидерландов. В сезоне 1983/84 Брард был переведён с позиции левого защитника на позицию перед Йоханом Кройффом для удержания правого защитника соперника от вторжений на свою половину поля. В том же сезоне клуб выиграл чемпионат и кубок Нидерландов.
В 1986 году Брард перешёл в клуб «Валвейк» и в сезоне 1987/88 команда вышла в высший дивизион. Завершил карьеру футболиста в 1992 году.

### Тренерская карьера
В 2000—2001 годах Брард возглавлял тренерский штаб клуба «АДО Ден Хааг», а позже работал его техническим директором. 27 декабря 2018 года он объявил о возвращении в клуб в качестве директора академии.

## Достижения
«Фейеноорд»
- Кубок Нидерландов: 1980, 1984
- Чемпион Нидерландов: 1984